# Hermandad del Traslado (Málaga)
La Hermandad del Santo Traslado y Ntra Sra de la Soledad, conocida como Hermandad de la Soledad de San Pablo, cuya denominación oficial es Real, Ilustre y Venerable Hermandad del Santo Traslado y Nuestra Señora de la Soledad , es una hermandad de Málaga, miembro de la Agrupación de Cofradías, que participa en la Semana Santa malagueña.

## Historia
Existen indicios de la veneración de una dolorosa al pie de la cruz en el siglo XVIII, imagen que en un principio fue atribuida a Pedro de Mena, y que finalmente estudios posteriores dan su autoría al escultor Malagueño Fernando Ortiz. La imagen no recibió culto en San Pablo hasta el siglo XIX. Procesionó por vez primera en 1851.
La corporación se funda en 1918 con la advocación de Ntra. Sra. De la Soledad, ingresando en el ente agrupacional en 1921, y procesionando desde la Aurora María, hasta 1931, ya que las dimensiones del trono no le permitía salir desde San Pablo. En 1931 pierde todo su patrimonio y su imagen titular. El entusiasmo hizo que se reorganizara, obteniendo una imagen que le encargaran a Martín Simón que nunca llegó a procesionar debido a los disturbios de 1936, que aunque pudo salvarse, pasada la Guerra Civil decidieron encargar otra imagen debido a la baja calidad artística de la que poseían.
Así, los hermanos de la Soledad adquieren una imagen de Salvador Gutiérrez de León, que actualmente se encuentra en la casa hermandad, que procesiona por vez primera en 1939. El 19 de marzo de 1945 se bendice la nueva y actual imagen obra del escultor Pedro Moreira López siendo lo más parecida a la original. Pidiendo permiso al Obispo, encargan la talla del Cristo del Santo Traslado y el grupo escultórico a Pedro Moreira , bendecidos también el 19 de marzo de 1951.
Este grupo está compuesto por el Cuerpo del Redentor, en brazos de la figura de José de Arimatea, José de Nicodemus y el pastor Stéfanus. Con ello, la hermandad se enriquece, procesionando ya dos tronos: el de la Virgen de la Soledad y el del Santo Traslado.
En el desfile procesional se destaca una sección de la Guardia Romana, que no ha dejado de salir desde los inicios de la Hermandad.
En el año 2003 fue bendecida la Casa Hermandad, situada en el barrio malagueño de la trinidad y desde donde cada Viernes Santo da comienzo la estación de penitencia.
En 2008 se realiza y bendice el nuevo trono del señor, obra del Malagueño Rafael Ruiz Liébana, respetando algunas líneas del antiguo trono que realizara Pedro Pérez Hidalgo.
Año 2010 es una fecha para recordar: el Santísimo Cristo del Santo Traslado presidía el piadoso Vía crucis agrupacional siendo la primera vez en la historia que dicha imagen entra en la santa iglesia Catedral de Málaga.
En el año 2011 se estrena la realización del nuevo grupo escultórico del Señor obra del imaginero veleño Israel Cornejo Sánchez. Se compone de 6 imágenes nuevas de vestir. José de Arimatea ,pastor Stefanus, Nicodemus, María Salomé, María Cleofás y María Magdalena. Ese mismo año el Cristo es llevado al taller de Israel Cornejo para su restauración.
En el año 2013 (año de la fe) la imagen mariana de esta corporación es restaurada por Francisco Naranjo y Ángeles Mulero, siendo presentada en la Casa Hermandad.
El trono de Nuestra Señora de la Soledad diseño de Luís Bono se restaura en los talleres de Cristóbal Angulo para un nuevo y mejor plateado y consolidación de piezas. Presentado el 30 de enero de 2017 en el salón de tronos de esta hermandad. 
El sábado 25 de noviembre, fecha clave para esta real cofradía, se presentan los actos del centenario de la reorganización (1918-2018) en el museo Thyssen de Málaga, presentando una pintura realizada por Francisco Palma, en la que están representadas las tres imágenes marianas que tuvo y tiene dicha corporación.
A su vez una ráfaga para la Virgen, diseño de Francisco Naranjo y ejecutada en los talleres Maestrante. 
Para el Centenario de la Agrupación de Cofradías y Hermandades de Semana Santa de Málaga, se organizan diferentes actos, enmarcando a la Hermandad en la exposición y veneración <<El verbo encarnado>> en la S.I.C.B de la Encarnación, ocupando la portentosa imagen de la Virgen la capilla de San Sebastián del primer templo malagueño.￼

## Iconografía
En el primer trono, Jesús es trasladado al Sepulcro por José de Arimatea, Nicodemus y el pastor Stefanus, le acompañan María de Cleofás, María Magdalena y María de Salomé.
En el segundo trono, encontramos a la dolorosa arrodillada al pie de la cruz.

## Imágenes
- El Cristo del Santo Traslado es obra de Pedro Moreira López de 1951. El Misterio compuesto por José de Arimatea, Nicodemus, Stefanus y las tres Marías, ha sido realizado por el malagueño Israel Cornejo Sánchez en 2011. La talla del Cristo ha recibido recientemente una intervención a cargo de Francisco Naranjo.
- La Virgen de la Soledad es obra también de Pedro Moreira de 1945.

Restaurada por Francisco Naranjo y Ángeles Mulero.

## Tronos
- El trono del Señor es obra en madera tallada de Liébana (2008). Sigue un diseño similar al anterior. En las esquinas cuatro pebeteros bajo los cuales se muestran cuatro ángeles.
- El trono de la Virgen es obra en alpaca plateada y dorada, de los talleres de Angulo (1958), siguiendo un diseño de Luis Bono.

## Hábito nazareno
Túnica negra de terciopelo.
Guantes y calcetines blancos.
Sandalias. 
Escapulario negro bordado.
Capirote y cíngulo burdeos para el Cristo.
Capirote y cíngulo celeste para la Virgen.

## Marchas dedicadas
Banda de Música:
- Santo Traslado, Miguel Pérez Díaz (1995)
- Soledad de San Pablo, Miguel Pérez Díaz (1995)
- Jesús en su Santo Traslado, José Antonio Lagos Cegarra (2001)
- Virgen de la Soledad, Antonio Pérez Funes (2001)
- Lágrimas en Soledad, Gabriel Robles Ojeda (2005)
- Viernes Santo en la Trinidad, Gabriel Robles Ojeda (2005)
- Soledad Trinitaria, Francisco Hernández Díaz (s/f)
- Soledad al Pie de la Cruz, Rafael Carrasco (2006)
- Viernes Santo Trinitario, Manuel Puyó Visauta (2008)
- Traslado de Cristo, Francisco Hernández Díaz (2008)
- Soledad del Traslado, Aurelio Gurrea (2018)
- La Virgen de la Soledad, Francisco Jesús Flores Matute (2018)

Cornetas y Tambores:
- La Soleá, Alberto Escámez (1924)
- Soledad de San Pablo, Pascual Zueco Ramos (1951)
- Santo Traslado de Jesús, José García Marín (2008)
- En tus brazos mi consuelo; José Ignacio Fortis (2015)
- Santos Varones, Alejandro Fargas (2015)
- Soledad, Madre centenaria, Alejandro Fargas (2018)

## Recorrido Oficial
| Predecesor: El Amor | Orden de entrada en el Recorrido Oficial (Viernes Santo) 5.º lugar | Sucesor: La Piedad |